# Manchester (Kansas)
Manchester é uma cidade localizada no estado americano de Kansas, no Condado de Dickinson.

## Demografia
Segundo o censo americano de 2000, a sua população era de 102 habitantes.
Em 2006, foi estimada uma população de 103, um aumento de 1 (1.0%).

## Geografia
De acordo com o United States Census Bureau tem uma área de
0,7 km², dos quais 0,7 km² cobertos por terra e 0,0 km² cobertos por água. Manchester localiza-se a aproximadamente 369 m acima do nível do mar.

## Localidades na vizinhança
O diagrama seguinte representa as localidades num raio de 24 km ao redor de Manchester.